# Łukasz Ratajczak (śpiewak)
Łukasz Ratajczak (ur. w Bydgoszczy) – polski śpiewak operowy, tenor, magister sztuki, absolwent wokalistyki klasycznej na Akademii Muzycznej w Łodzi oraz Akademii Muzycznej w Bydgoszczy, nauczyciel śpiewu w Państwowej Szkole Muzycznej w Inowrocławiu.

## Życiorys
Studia dzienne I stopnia (licencjackie) ukończył na Wydziale Wokalno-Aktorskim w Akademii Muzycznej im. Grażyny i Kiejstuta Bacewiczów w Łodzi, zaś studia II stopnia (magisterskie) ukończył w Akademii Muzycznej im. Feliksa Nowowiejskiego w Bydgoszczy w klasie śpiewu klasycznego swojego ojca, prof. dra. hab. Janusza Ratajczaka.
Już podczas studiów koncertował na wielu scenach w kraju i za granicą, m.in. w Niemczech, Austrii i Kazachstanie. W 2016 roku zadebiutował rolą Boniego w „Księżniczce czardasza” Emmericha Kálmána wystawianej w Teatrze Muzycznym w Poznaniu. Brał udział w wielu mistrzowskich kursach wokalnych m.in. w kursie prowadzonym przez prof. Andrzeja Żarneckiego w Łodzi, pod kierunkiem prof. Włodzimierza Zalewskiego w Rheinsbergu., pod kier. prof. Piotra Kusiewicza w Kamieniu Pomorskim. Ponadto brał udział w Mistrzowskim Seminarium Wokalnym w Bydgoszczy oraz w Masterclass podczas Internationale Sommerakademie Unieversität Mozarteum Salzburg w Salzburgu prowadzonych przez prof. Helenę Łazarską.
Do jego zrealizowanych ról scenicznych należą, m.in.: Leński w „Eugeniuszu Onieginie” P. Czajkowskiego, Franek we „Flisie” S. Moniuszki, Żupan w „Hrabiny Maricy” E. Kálmána, Boni w „Księżniczce czardasza” E. Kálmána, Alfred i Blind w „Zemście nietoperza” J. Straussa, Ottokar w „Baronie cygańskim” J. Straussa, John Styks w „Orfeuszu w piekle” J. Offenbacha, Gustaw w „Krainie uśmiechu” F. Lehára. Ponadto w swoim repertuarze posiada dzieła oratoryjne takie jak: „Gaude Maria Virgo” M. Kopczyńskiego, Requiem oraz Mszę Koronacyjna C-dur KV317 W.A. Mozarta i Mszę G-dur D.167 F. Schuberta.

## Nagrody i osiągnięcia
Jednymi z ważniejszych osiągnięć śpiewaka są:
- „Lider 2012” za Wydarzenie Kulturalne Roku w Złocieńcu za spektakl „Zemsty nietoperza” wystawianym przez Filharmonię im. Stanisława Moniuszki w Koszalinie
- Nagroda Specjalna za wykonanie pieśni R.Straussa ,,Zueignung” na III Ogólnopolskim Konkursie Wokalnym w Mławie w 2014 roku
- Nagroda orkiestry na I Turnieju Tenorów organizowanym przez Polską Filharmonię Sinfonia Baltica w Słupsku w 2016 roku
- Nagroda główna na I Turnieju Tenorów „Tenoriada” organizowanym przed Filharmonię Pomorską im. Ignacego Paderewskiego w Bydgoszczy w 2018 roku
- III miejsce na Międzynarodowym Konkursie Operetkowym im. Iwony Borowickiej w Krakowie w 2018 roku[4]

Artysta czynnie koncertuje. Współpracuje jako solista z Operą Krakowską, Operą Bałtycką w Gdańsku oraz Teatrem Muzycznym w Lublinie. Współpracował również z Teatrem Muzycznym w Poznaniu. Od 1 września 2016 roku jest nauczycielem śpiewu klasycznego w Państwowej Szkole Muzycznej II st. im. Juliusza Zarębskiego w Inowrocławiu.
Prywatnie jest mężem sopranistki Hanny Okońskiej-Ratajczak oraz synem mezzosopranistki Małgorzaty Ratajczak i tenora Janusza Ratajczaka. Jego brat bliźniaczy Dawid swego czasu również związany był ze środowiskiem artystycznym.